# Зых (посёлок)
Зых (азерб. Zığ) — посёлок городского типа в административном подчинении Сураханского района города Баку, Азербайджан. Расположен в 13 км от железнодорожной станции Баку.
Статус посёлка городского типа с 1936 года.

## Название
На азербайджанском языке слово «Зых» означает «грязь» а также «болото, заболоченное место». Бакиханов связывал географическое название и жителей деревни с племенным названием зихи, упоминаемым Страбоном в Северо-Западном Кавказе.

## История
В 1917 году начало работу Сурахано-Зыхское нефтяное и торговопромышленное акционерное общество.

## Население
По данным списков населённых мест Бакинской губернии от 1870 года, составленных по сведения камерального описания губернии с 1859 по 1864 гг., в селении Зых было 100 дворов с населением 476 человек (259 мужчин и 217 женщин), состоящее из азербайджанцев-шиитов, указанных как «татары». По статистическим данным, извлечённых из посемейных списков 1886 года, в Зыхе жило 688 человек, все — азербайджанцы.
Согласно Энциклопедическому словарю Брокгауза и Ефрона, издававшегося в конце XIX — начале XX веков, в Зыхе насчитывалось 688 жителей-азербайджанцев. По данным Кавказского календаря на 1910 год в селении в 1908 году проживало 1732 человека, также состоящие из азербайджанцев (календарь называет их «татарами»).
Динамика численности Зыха по данным советских переписей
| 1959 | 1970 | 1979 | 1989 |
| ---- | ---- | ---- | ---- |
| 2066 | 2758 | 3027 | 4408 |

## Примечательные места
- В Зыхе располагаются Азербайджанское высшее военное училище и Азербайджанское высшее военно-морское училище.
- На мусульманском кладбище в селении Зых сохранились надгробья в виде каменных изваяний лошадей и баранов, надписи которых часто высечены арабским шрифтом[13].
- В 2006 году в посёлке Орденом сестёр Милосердия матери Терезы Калькуттской был открыт приют для бездомных и обездоленных[14].
- Достопримечательностью посёлка является также оливковая роща известная под названием «маслиновая»[15].
- В Зыхе расположен пляж.

## В культуре
Русский поэт-символист Вячеслав Иванов, живя в Баку, в 1922 году написал стихотворение «Зых»:

На Зыхе нет ни виноградной

В кистях лозы, ни инжиря:

Всё выжег зной, всё выпил жадный;

И в сакле я дремал прохладной

До половины сентября.

А перед саклею, горя

Сапфирами восточной славы,

Текли Хвалынские струи.

И милы стали мне твои,

О Зых, возгорий плоских главы,

Твой остов высохшей змеи

Меж двух морей живой оправы,

И солнцем пахнущие травы,

И в белом камне колеи.